# Aeropuerto de Estocolmo-Skavsta
El Aeropuerto Estocolmo-Skavsta (en sueco: Stockholm-Skavsta flygplats) (IATA: NYO, OACI: ESKN) es un aeropuerto internacional cerca de Nyköping, Suecia, aproximadamente a 100 km (62.5 millas) al sur de Estocolmo. Atiende a aerolíneas de bajo costo y compañías de carga. El aeropuerto de Estocolmo-Skavsta es el tercer aeropuerto de Suecia con mayor tráfico de pasajeros, con 2 millones anuales.

## Historia
El aeropuerto fue creado como base aérea militar (F 11 Nyköping) en la década de los 40 y convertido en aeropuerto civil en 1984. En 1997 el aeropuerto obtuvo su primera ruta internacional, una ruta a Londres Stansted, operada por Ryanair. En 2003, Ryanair estableció un centro de conexión en Estocolmo-Skavsta con 6 nuevas rutas. Después de eso, Wizzair abrió rutas a Europa del este. Durante un breve periodo, en 2005, Finnair voló desde Boston a Helsinki con una parada en Skavsta, pero movió la ruta al más grande Aeropuerto de Estocolmo-Arlanda. En mayo de 2006 Fritidsresor empezó vuelos chárter desde el aeropuerto.

## Transporte terrestre
- Alquiler de coches
  - Alquiler de vehículos disponible por Avis, Europcar, Hertz y Sixt.
- Bus
  - Los autobuses del aeropuerto viajan directamente entre el aeropuerto de Estocolmo-Skavsta y el centro de la ciudad de Estocolmo (el tiempo de viaje es de unos 90 minutos aproximadamente y su coste es de 150 SEK, ida y vuelta por 249). También hay autobuses del aeropuerto a Södertälje, Linköping, Norrköping, Eskilstuna, Arboga, Örebro y paradas locales al sur y en las partes del sur de Estocolmo. Ver www.flygbussarna.se
  - Los buses locales de las rutas 715 y 515 viajan a Nyköping y Oxelösund desde las 4 de la madrugada hasta la medianoche (tiene un coste de 21 SEK). Ver www.lanstrafiken.se/sormland
- Tren
  - La estación de tren de Nyköping está a 7 kilómetros. Se puede llegar a la estación en taxi (a un coste fijo de 200 SEK) o en el bus de las rutas 515 o 715 por 21 SEK de/hacia la estación. El tiempo de viaje a Estocolmo es de 60 minutos y tiene un coste de 118 SEK. Ver www.sj.se
- Taxi
  - El taxi debe ser pedido y tarda 60 minutos en llegar a Estocolmo y cuesta unas 1300 SEK. See www.flygtaxi.se
- Aparcamiento
  - El aparcamiento de corta estancia cuesta 30 SEK por hora. El aparcamiento de larga estancia cuesta entre 40 y 90 SEK al día dependiendo de la ocupación registrada. Se puede llegar andando a la terminal desde todos los aparcamientos.

## Aerolíneas y destinos

### Destinos internacionales
| Ciudades por países | Nombre del aeropuerto                             | Aerolíneas             |
| Europa              | Europa                                            | Europa                 |
| ------------------- | ------------------------------------------------- | ---------------------- |
| España              |                                                   |                        |
| Alicante            | Aeropuerto de Alicante-Elche Miguel Hernández     | Norwegian              |
| Málaga              | Aeropuerto de Málaga-Costa del Sol                | Norwegian              |
| Palma de Mallorca   | Aeropuerto de Palma de Mallorca                   | Norwegian (Estacional) |
| Polonia             |                                                   |                        |
| Varsovia            | Aeropuerto de Varsovia-Chopin                     | Wizz Air               |
| Rumania             |                                                   |                        |
| Bucarest            | Aeropuerto Internacional de Bucarest-Henri Coandă | Wizz Air               |
| Serbia              |                                                   |                        |
| Belgrado            | Aeropuerto de Belgrado-Nikola Tesla               | Wizz Air               |